# Source linéaire acoustique

## Définition
Une source linéaire acoustique (dit « line source » en anglais) est un line array, dont les caractéristiques techniques des enceintes le constituant permettent un bon couplage entre elles, permettant au réseau d’enceintes de propager une onde sonore linéaire et unique, se propageant de manière cylindrique. Selon les travaux du Docteur Christian Heil ( L-ACOUSTICS ) et du Professeur Marcel Urban, pour qu’un line array soit une source linéaire, il faut que l’enceinte respecte les critères de la WST (Wavefront Sculpture Technology).

## Avantages
Cette technologie permet de mieux contrôler le front d'onde sonore sortant du line array :
- Décroissance de 3 dB SPL lors du doublement de la distance entre l’auditeur et la source : portée acoustique plus importante qu’un « simple » line array.
- Couverture de l’auditoire homogène : en théorie, le spectre est identique en tout point de la salle.
- Directivité contrôlée : homogénéité accentuée, et rendement augmenté.

Afin d’obtenir une onde plane à la sortie de l’enceinte, les concepteurs utilisent des systèmes de guide d’ondes.
Plusieurs fabricants revendiquent un système dit « line source » : Nexo, Duran Audio, Adamson, L-Acoustics, Meyer Sound, Electro Voice, Dynaudio…